# Dušan Kalaba
Dušan Kalaba (25 de maig de 1996) és un ciclista serbi, professional des del 2016. Actualment milita a l'equip Dare Viator Partizan.

## Palmarès
- 2017
  -  Campió de Sèrbia en ruta